# エルヤン・ニーラン
エルヤン・ニーラン（Ørjan Nyland 、1990年9月10日 - ）は、ノルウェー・ヴォルダ出身のプロサッカー選手。ノルウェー代表。セビージャFC所属。ポジションは、ゴールキーパー。

## クラブ経歴

### ノルウェー
ムーレ・オ・ロムスダール県の町ヴォルダで生まれる。幼少期はサッカーだけでなくハンドボールやアルペンスキーも親しんだ。
2007年、ILヘッドに加入。初年度はキム・デイノフからポジションを奪えず出番なしに終わったが、シーズン終了後にデイノフが移籍したため翌シーズンからニーランが正ゴールキーパーに据えられた。
ニーランはノルウェーの若手ゴールキーパーの中で最も高い評価を受け、2007年から2011年にかけてローゼンボリBK、エヴァートンFC、モルデFKといったクラブから勧誘を受けている。 
2012年のノルウェー・カップ決勝では何度も好セーブを披露、PK戦では一人を止めクラブ初のカップ戦優勝に貢献した。
シーズン終了後、ILヘッドとの契約を満了したニーランに対しIKスタルトとソグナル・フトボールが獲得に動いた。これらのチームは正ゴールキーパーの座を約束し、代理人もスタルト行きを進めたが、ニーランはリーグ王者で二人のライバルがいるモルデFKへの移籍を決断した。
2013年5月のIKスタルト戦で移籍後初出場。ライバルが負傷離脱したためまもなく正キーパーの座につき、17節に休息のためメンバー外になるまで出場し続けた。2013年9月にモルデとの契約を2018年夏まで更新。 

### インゴルシュタット
2015年7月1月、ブンデスリーガに昇格したFCインゴルシュタット04に4年契約で移籍。翌月ボルシア・ドルトムント戦で初出場。

### アストン・ヴィラ
2018年8月7日、フットボールリーグ・チャンピオンシップに所属するアストン・ヴィラFCに移籍した。2020年夏にアーセナルFCからエミリアーノ・マルティネスが加入すると第2GKに降格し、同年10月15日に双方合意での契約解除が発表された。

### ノリッジ
2021年2月1日、ノリッジ・シティFCとシーズン終了までの短期契約を結んだ。

### ボーンマス
2021年8月17日、AFCボーンマスと1年契約を結んだ。EFLカップ2回戦ノリッジ・シティ戦で加入後初出場を果たしたが、6失点を喫し敗れた。以降はポジション確保に苦戦し、2022年1月31日にボーンマスとの契約を解除した。

### レディング
2022年3月10日、レディングFCとシーズン終了までの短期契約を結んだ。

### RBライプツィヒ
2021-22シーズン終了後はフリーとなっていたが、10月9日にペーテル・グラーチの長期離脱でゴールキーパーを必要としていたRBライプツィヒへの加入が発表された。

### セビージャ
2023年8月20日、フリーでセビージャFCに移籍し、2年契約を締結した。

## 代表歴
U-16からノルウェー代表に選出されている。
UEFA U-21欧州選手権2013は準決勝でスペイン代表に敗れるも銅メダルを獲得。ニーランもUEFA選出のオールスター・スカッドに選ばれた。
2013年9月、2014 FIFAワールドカップ予選・キプロス代表戦とスイス代表戦のメンバーに選出されたが、出番はなかった。同年12月開催の親善試合・スコットランド代表戦で初キャップ。

## タイトル

### クラブ
ヘッド
- ノルウェー・カップ (1): 2012

モルデ
- エリテセリエン (1): 2014
- ノルウェー・カップ (2): 2013, 2014

### 個人
- UEFA U-21欧州選手権2013 オールスター・スカッド